# Europäischer Wirtschafts- und Sozialausschuss

Logo des Europäischen Wirtschafts- und Sozialausschusses

Der Europäische Wirtschafts- und Sozialausschuss (EWSA oder auch nur WSA) ist ein Nebenorgan der Europäischen Union. In ihm sind Arbeitgeberverbände, Gewerkschaften und andere Interessengruppen (etwa Landwirte und Verbraucher) vertreten. Im politischen System der EU soll er die „organisierte Bürgergesellschaft“ repräsentieren und dient zusammen mit dem Ausschuss der Regionen als beratende Institution. Zusammensetzung, Organisation und Aufgaben des EWSA sind in Art. 300 bis Art. 304 AEU-Vertrag geregelt. Er wurde 1957 durch die Römischen Verträge eingesetzt. Sitz des EWSA ist Brüssel.

## Mitglieder
Der EWSA setzt sich aus 329 Mitgliedern zusammen, die sich auf die Mitgliedstaaten der EU anhand der Größe der Bevölkerung verteilen. Der genaue Verteilungsschlüssel ist in Art. 7 des Protokolls Nr. 36 zu EU/AEU-Vertrag geregelt.
| Anzahl der Mitglieder | Staaten                                                                                           |
| --------------------- | ------------------------------------------------------------------------------------------------- |
| 24                    | Deutschland, Frankreich, Italien                                                                  |
| 21                    | Polen, Spanien                                                                                    |
| 15                    | Rumänien                                                                                          |
| 12                    | Belgien, Griechenland, Niederlande, Österreich, Portugal, Schweden, Tschechien, Ungarn, Bulgarien |
| 9                     | Dänemark, Finnland, Irland, Litauen, Slowakei, Kroatien                                           |
| 7                     | Lettland, Slowenien, Estland                                                                      |
| 6                     | Luxemburg, Zypern                                                                                 |
| 5                     | Malta                                                                                             |

Die Mitglieder werden in drei Gruppen unterteilt:
- Gruppe I: Arbeitgeber
- Gruppe II: Arbeitnehmer
- Gruppe III: Gruppe Organisationen der Zivilgesellschaft

Die drei Gruppen sind mit etwa 110 bis 120 Mitgliedern jeweils ungefähr gleich groß. Daneben kann es auch einzelne Mitglieder geben, die keiner Gruppe angehören.
Die Ausschuss-Mitglieder werden vom Rat der EU auf Vorschlag der Regierungen der Mitgliedstaaten ernannt. Sie sind in ihrer Arbeit aber politisch völlig unabhängig. Ihre Amtsperiode dauert fünf Jahre, wobei eine Wiederernennung zulässig ist. Aus seiner Mitte ernennt der WSA für je zweieinhalb Jahre einen Präsidenten und zwei Vizepräsidenten, die den drei verschiedenen Gruppen entstammen.
Im Oktober 2020 wurden ernannt: die Österreicherin Christa Schweng als Präsidentin sowie der Ire Cillian Lohan und die Italienerin Giulia Barbucci als Vizepräsidenten. Generalsekretär – verantwortlich für das Verwaltungs- und Haushaltsmanagement, die Implementierung von Beschlüssen und die Kommunikation mit Partnerinstitutionen – ist seit Dezember 2023 Isabelle Le Galo Flores.
Bekannte deutsche Mitglieder des EWSA sind Göke Frerichs († 2014) und Gerd Wolf.

## Aufgaben

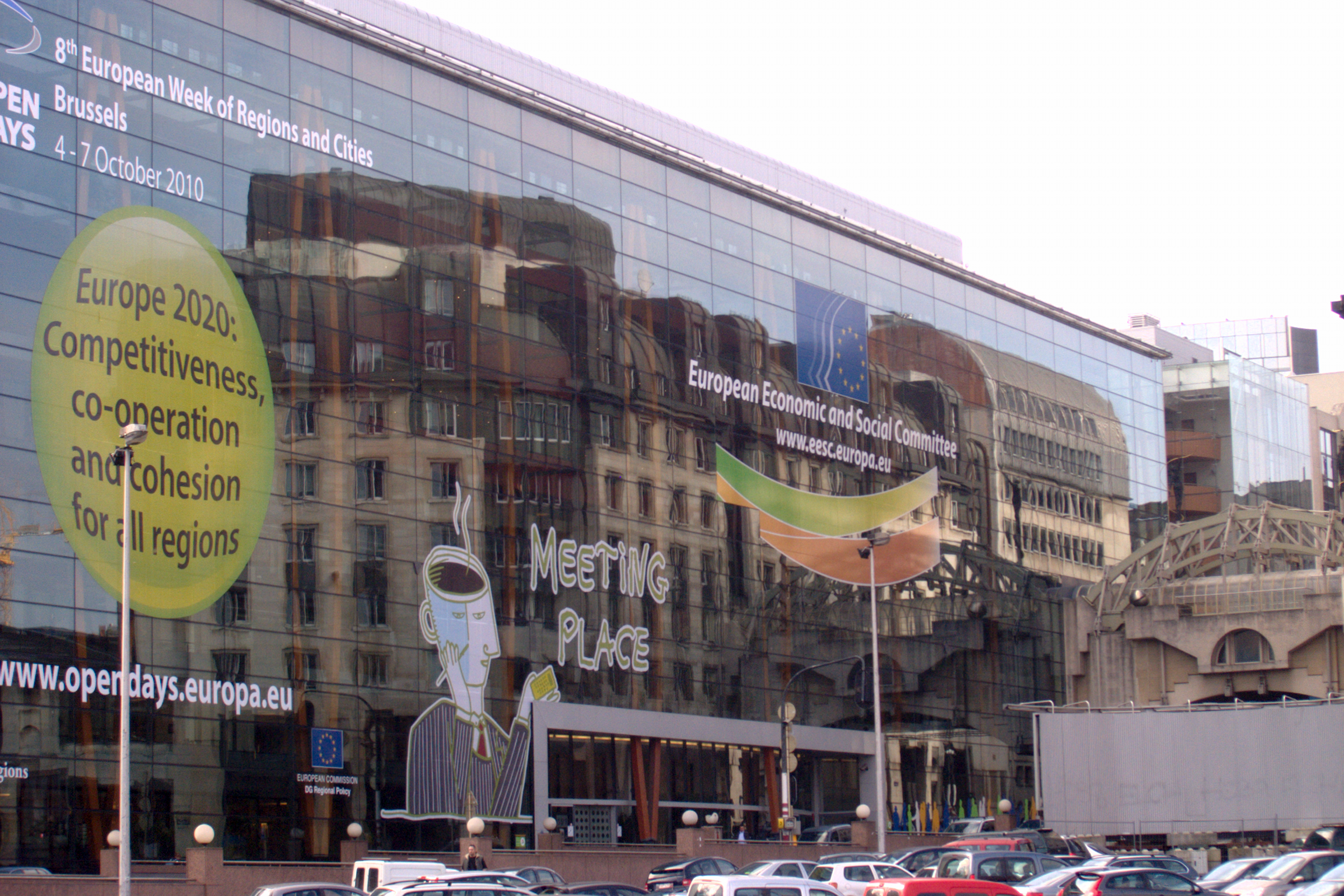
Sitz des EWSA ist das Delors-Gebäude

Der EWSA hat nur eine beratende Funktion (s. Art. 300 Abs. 1 AEUV), trifft also selbst keine Gesetzgebungsentscheidungen.
Eine obligatorische Anhörung erfolgt in den Fällen, in denen sie in den Verträgen (z. B. bei Fragen, die die Wirtschafts- oder Sozialpolitik der EU betreffen) ausdrücklich vorgesehen ist; dagegen kann der EWSA in anderen Fällen fakultativ nach dem Ermessen von Parlament, Rat oder Kommission angehört werden.
Er nimmt dann zu den Vorschlägen der Europäischen Kommission für EU-Rechtsakte Stellung. In politischen Beratungen mit der Kommission, dem Rat der Europäischen Union und dem Europäischen Parlament legt der EWSA den Standpunkt seiner Mitglieder dar und vertritt deren Interessen.
Außer den neunmal pro Jahr stattfindenden Plenartagungen treffen sich die Mitglieder des EWSA in sechs Unterausschüssen, den so genannten Fachgruppen, die jeweils für einen bestimmten Politikbereich zuständig sind:
- Wirtschafts- und Währungsunion, wirtschaftlicher und sozialer Zusammenhalt
- Binnenmarkt, Produktion und Verbrauch
- Landwirtschaft, ländliche Entwicklung, Umweltschutz
- Außenbeziehungen
- Beschäftigung, Sozialfragen, Unionsbürgerschaft
- Verkehr, Energie, Infrastrukturen, Informationsgesellschaft

Den Fachgruppen arbeiten Studiengruppen zu, die aus drei bis achtzehn Mitgliedern bestehen. Diese können auch externe Sachverständige hinzuziehen.
Der EWSA ist nicht auf den Aufgabenbereich wirtschaftlicher und sozialer Fragen beschränkt. Vielmehr verfügt er über ein Selbstbefassungsrecht in allen Fragen, die den Aufgabenbereich der Union betreffen. Hierzu kann er Initiativstellungnahmen abgeben. Stellungnahmen werden auf den Plenartagungen des EWSA mit einfacher Mehrheit beschlossen und im Amtsblatt der Europäischen Union veröffentlicht. Pro Jahr werden etwa 150 solcher Stellungnahmen abgegeben, davon sind etwa 15 Prozent Initiativstellungnahmen.
Nach dem Auslaufen des EGKS-Vertrages im Juli 2002 übernahm der EWSA auch die Zuständigkeiten des Beratenden EGKS-Ausschusses und richtete zusätzlich die Kommission für den industriellen Wandel ein, die sich mit dem Kohle- und Stahlsektor sowie Problemen der wirtschaftlichen Modernisierung befasst.

## Kritik
Unklar bleibt, wie genau die Mitglieder des EWSA bestimmt werden. Die Mitglieder werden von den Regierungen der Mitgliedstaaten vorgeschlagen. Zudem definiert der EWSA nur unzulänglich seine eigene Mitgliedschaft. Der Terminus Zivilgesellschaft scheint nur bedingt auf die Mitglieder des EWSA zuzutreffen. Unter den aktuellen deutschen Mitgliedern findet sich in der dritten Gruppe auch ein Vertreter eines Unternehmens (Deutsche Bahn AG). Das Nebenorgan wird stellenweise auch grundsätzlich als unnötig bezeichnet. So kritisierte die liberale Fraktion im Europäischen Parlament ALDE die Ausgaben für den EWSA.
In der Tat gibt es im EWSA eine unklare Vorstellung von der Zivilgesellschaft. Dieser Terminus ist ein Sammelbegriff für die in unzähligen Vereinen organisierten Bürger europäischer Mitgliedsstaaten. Im Untertitel des vierteljährlich erscheinenden Informationsblattes EWSA info wird dieser „Brücke zwischen Europa und der organisierten Zivilgesellschaft“ genannt. Der EWSA als beratendes Organ der EU-Institutionen will aber für ganz Europa sprechen und eine Brücke zwischen Europa und der Zivilgesellschaft sein, in der europäische Bürger als Subjekte des europäischen Souveräns wirken.
2020 geriet der EWSA in die Kritik, da einer seiner drei Präsidenten, Jacek Krawczky, wegen Mobbing und Fehlverhalten gegenüber Mitarbeiterinnen und Mitarbeitern scharf kritisiert wurde. Zwar trat Krawczky von seiner Kandidatur als EWSA-Präsident zurück, wurde jedoch anschließend von den Mitgliedstaaten für weitere fünf Jahre als EWSA-Mitglied bestätigt, was zu Kritik des Europäischen Parlamentes führte.